# Championnat de République dominicaine de football 2010
Navigation
Saison précédente Saison suivante
La saison 2010 du Championnat de République dominicaine de football est la sixième édition de la Liga Mayor, le championnat de première division en République dominicaine. Les huit équipes engagées sont regroupées au sein d'une poule unique, où elles s’affrontent à trois reprises. Il n'y a ni promotion, ni relégation en fin de saison.
C'est le Don Bosco Moca qui est sacré cette saison après avoir terminé en tête du classement final, avec cinq points d'avance sur le club de Domingo Savio. Il s’agit du onzième titre de champion de République dominicaine de l’histoire du club.

## Les clubs participants
- Club Barcelona Atlético
- Bauger Fútbol Club
- Deportivo Pantoja
- Atlético San Cristóbal
- Universidad Organización y Métodos
- Don Bosco Moca
- Domingo Savio
- SDB Jarabacoa

## Compétition
Le barème utilisé pour établir le classement est le suivant :
- Victoire : 3 points
- Match nul : 1 point
- Défaite : 0 point

### Classement
| Rang | Équipe                             | Pts | J  | G  | N | P  | Bp | Bc | Diff |
| ---- | ---------------------------------- | --- | -- | -- | - | -- | -- | -- | ---- |
| 1    | Don Bosco Moca                     | 44  | 20 | 13 | 5 | 2  | 34 | 12 | +22  |
| 2    | Domingo Savio                      | 39  | 20 | 11 | 6 | 3  | 39 | 22 | +17  |
| 3    | SDB Jarabacoa                      | 33  | 20 | 10 | 3 | 7  | 31 | 15 | +16  |
| 4    | Deportivo PantojaT                 | 33  | 19 | 9  | 6 | 4  | 31 | 20 | +11  |
| 5    | Club Barcelona Atlético            | 24  | 20 | 5  | 9 | 6  | 21 | 23 | -2   |
| 6    | Bauger Fútbol Club                 | 23  | 19 | 6  | 5 | 8  | 19 | 18 | +1   |
| 7    | Atlético San Cristóbal             | 17  | 20 | 5  | 2 | 13 | 22 | 45 | -23  |
| 8    | Universidad Organización y Métodos | 5   | 20 | 1  | 2 | 17 | 11 | 53 | -42  |

|  | Champion de République dominicaine 2010 |
|  | T : Tenant du titre                     |

- La 21e et dernière journée n'a pas été disputée.

## Bilan de la saison
| Championnat de République dominicaine de football 2010 |                            |
| Champion                                               | Don Bosco Moca (11e titre) |
| Qualifications continentales                           |                            |
| CFU Club Championship 2011                             | Aucun                      |
| Promotions et relégations                              |                            |
| Promus en Liga Mayor                                   | Aucun                      |
| Relégués                                               | Aucun                      |